# Норт Мајами Бич (Флорида)
Норт Мајами Бич (енгл. North Miami Beach) град је у америчкој савезној држави Флорида. По попису становништва из 2010. у њему је живело 41.523 становника.

## Демографија
Према попису становништва из 2010. у граду је живело 41.523 становника, што је 737 (1,8%) становника више него 2000. године.
| Група             | 2000.          | 2010.          |
| Белци             | 10.104 (24,8%) | 7.630 (18,4%)  |
| Афроамериканци    | 15.895 (39,0%) | 17.177 (41,4%) |
| Азијати           | 1.646 (4,0%)   | 1.416 (3,4%)   |
| Хиспаноамериканци | 12.245 (30,0%) | 15.213 (36,6%) |
| Укупно            | 40.786         | 41.523         |